# لوکاس کافمن
لوکاس کافمن (انگلیسی: Lucas Kaufmann؛ زادهٔ ۲۶ مارس ۱۹۹۱) بازیکن فوتبال اهل برزیل است که در حال حاضر برای باشگاه فوتبال هونکا در لیگ برتر فوتبال فنلاند بازی می‌کند.
از باشگاه‌هایی که وی در آن بازی کرده‌است می‌توان به باشگاه فوتبال هلسینکی اشاره کرد.

## دوران باشگاهی
در نوامبر ۲۰۱۵، کافمن با تیم تازه صعود کرده پی‌کی-۳۵ وانتا قرارداد امضا کرد.
پس از تمرین آزمایشی با باشگاه فوتبال هلسینکی، کافمن در ۲۸ فوریه ۲۰۱۷ قراردادی سه ساله با باشگاه فوتبال هونکا امضا کرد.در فوریه ۲۰۱۸ کافمن دچار پارگی LCL شد و مجبور شد تحت عمل جراحی قرار گیرد، اما او به سرعت در ۴ ماه و برای دومین بازی خانگی در فصل جدید لیگ برتر فوتبال فنلاند بهبود یافت. کافمن پس از به ثمر رساندن ۴ گل در تنها ۵ بازی، در ژوئن ۲۰۱۸ به‌عنوان یکی از بازیکنان تیم ماه لیگ برتر فوتبال فنلاند انتخاب شد و در ماه اوت همان سال نیز پس از دادن ۵ پاس گل در ۶ مسابقه و ایفای نقش کلید در خط حمله هونکا، باز هم در تیم ماه انتخاب شد. فصل ۲۰۱۸ برای هونکا به پایان رسید، اما به شکلی ناامیدکننده، چرا که باشگاه فوتبال کوپیون پالوسئورا با داشتن تفاضل گل بهتر در جایگاه سوم قرار گرفت.
در سال ۲۰۱۹ کافمن کار خود را چندان خوشایند شروع نکرد. او اولین گل خود را در این فصل به ثمر نرساند تا اینکه در اواسط ژوئیه در یک پیروزی خانگی ۳ بر صفر مقابل باشگاه فوتبال اچ‌آی‌اف‌کی به ثمر رسید.